# Élections municipales de 2020 dans l'Isère
Les élections municipales de 2020 dans l'Isère étaient prévues les 15 et 22 mars 2020. Comme dans le reste de la France, le report du second tour est annoncé en pleine crise sanitaire liée à la pandémie de Covid-19 en France. Par un décret du 27 mai 2020, le second tour est fixé au 28 juin 2020.
Les informations suivantes concernent les seules communes de plus de 5 000 habitants situées dans le département de l’Isère.

## Maires sortants et maires élus dans les communes de plus de5 000 habitants
Hormis Le Péage-de-Roussillon et Vizille, la gauche échoue à reconquérir les villes perdues lors du scrutin précédent à Bourgoin-Jallieu, La Tour-du-Pin, Pontcharra et Roussillon. Outre plusieurs victoires dans des petites villes (Chasse-sur-Rhône, Moirans et Vizille), la gauche s'impose dans plusieurs villes moyennes autour de Grenoble, à Meylan, Saint-Égrève et Seyssinet-Pariset. Le PCF échoue toutefois à Fontaine face au MoDem, de même que d'autres candidats de gauche à L'Isle-d'Abeau, Rives et Tullins face à des candidats de la droite et du centre. Avec la gauche, les centristes sont les grands gagnants du scrutin, avec les conquêtes de L'Isle-d'Abeau, Montbonnot-Saint-Martin, Saint-Marcellin et surtout Villefontaine. La droite est en recul et ne maintient pas tous ses gains des municipales de 2014 en perdant notamment Meylan et Saint Egrève. La Droite conserve toutefois des villes gagnées en 2014 comme Voiron et Voreppe et maintient une position forte dans le Nord du département. À Grenoble, le maire sortant Europe Écologie Les Verts conserve aisément son siège.
| Commune                        | Population | Maire sortant           | Parti | Parti | Maire élu               | Parti | Parti |
| ------------------------------ | ---------- | ----------------------- | ----- | ----- | ----------------------- | ----- | ----- |
| Bourgoin-Jallieu               | 26 390     | Vincent Chriqui         |       | LR    | Vincent Chriqui         |       | LR    |
| Charvieu-Chavagneux            | 7 950      | Gérard Dezempte         |       | LR    | Gérard Dezempte         |       | LR    |
| Chasse-sur-Rhône               | 5 391      | Claude Bosio            |       | DVD   | Christophe Bouvier      |       | PS    |
| Claix                          | 7 565      | Christophe Revil        |       | DVD   | Christophe Revil        |       | DVD   |
| Crolles                        | 8 344      | Philippe Lorimier       |       | PS    | Philippe Lorimier       |       | PS    |
| Domène                         | 6 607      | Chrystel Bayon          |       | DVD   | Chrystel Bayon          |       | DVD   |
| Échirolles                     | 35 995     | Renzo Sulli             |       | PCF   | Renzo Sulli             |       | PCF   |
| Eybens                         | 9 728      | Nicolas Richard         |       | DVG   | Nicolas Richard         |       | DVG   |
| Fontaine                       | 22 175     | Jean-Paul Trovero       |       | PCF   | Franck Longo            |       | MoDem |
| Gières                         | 6 201      | Pierre Verri            |       | PS    | Pierre Verri            |       | PS    |
| Grenoble                       | 157 424    | Éric Piolle             |       | EELV  | Éric Piolle             |       | EELV  |
| L'Isle-d'Abeau                 | 15 734     | Joël Grisollet          |       | DVG   | Cyril Marion            |       | DVC   |
| La Tour-du-Pin                 | 7 931      | Fabien Rajon            |       | LR    | Fabien Rajon            |       | LR    |
| La Tronche                     | 6 429      | Bertrand Spindler       |       | PS    | Bertrand Spindler       |       | PS    |
| La Verpillière                 | 6 469      | Patrick Margier         |       | UDI   | Patrick Margier         |       | UDI   |
| Le Péage-de-Roussillon         | 6 776      | Stéphane Spitters       |       | DVD   | André Mondange          |       | PCF   |
| Le Pont-de-Claix               | 11 152     | Christophe Ferrari      |       | DVG   | Christophe Ferrari      |       | DVG   |
| Les Avenières Veyrins-Thuellin | 7 804      | Daniel Michoud          |       | DVG   | Daniel Michoud          |       | DVG   |
| Meylan                         | 17 772     | Jean-Philippe Blanc     |       | LR    | Philippe Cardin         |       | PS    |
| Moirans                        | 7 743      | Gérard Simonet          |       | LR    | Valérie Zulian          |       | DVG   |
| Pont-de-Chéruy                 | 5 104      | Alain Tuduri            |       | DVD   | Franck Bron             |       | DVD   |
| Pont-Évêque                    | 5 064      | Martine Faïta           |       | UDI   | Martine Faïta           |       | UDI   |
| Pontcharra                     | 7 104      | Christophe Borg         |       | LR    | Christophe Borg         |       | LR    |
| Rives                          | 6 046      | Alain Dezempte          |       | PS    | Julien Stevant          |       | DVD   |
| Roussillon                     | 7 983      | Robert Duranton         |       | LR    | Robert Duranton         |       | LR    |
| Saint-Égrève                   | 16 047     | Daniel Boisset          |       | DVD   | Laurent Amadieu         |       | EELV  |
| Saint-Ismier                   | 6 476      | Henri Baile             |       | LR    | Henri Baile             |       | LR    |
| Saint-Marcellin                | 8 063      | Jean-Michel Revol       |       | DVG   | Raphaël Mocellin        |       | DVG   |
| Saint-Martin-d'Hères           | 37 126     | David Queiros           |       | PCF   | David Queiros           |       | PCF   |
| Saint-Martin-d'Uriage          | 5 460      | Gérald Giraud           |       | DVG   | Gérald Giraud           |       | DVG   |
| Saint-Martin-le-Vinoux         | 5 408      | Yannik Ollivier         |       | PS    | Sylvain Laval           |       | DVG   |
| Saint-Maurice-l'Exil           | 5 920      | Philippe Genty          |       | DVG   | Philippe Genty          |       | DVG   |
| Saint-Quentin-Fallavier        | 5 869      | Michel Bacconnier       |       | DVG   | Michel Bacconnier       |       | DVG   |
| Sassenage                      | 11 190     | Christian Coigné        |       | UDI   | Christian Coigné        |       | UDI   |
| Seyssinet-Pariset              | 12 227     | Marcel Repellin         |       | DVD   | Guillaume Lissy         |       | PS    |
| Seyssins                       | 6 887      | Fabrice Hugelé          |       | LREM  | Fabrice Hugelé          |       | LREM  |
| Tignieu-Jameyzieu              | 6 282      | André Paviet-Salomon    |       | PS    | André Paviet-Salomon    |       | PS    |
| Tullins                        | 7 673      | Jean-Yves Dherbeys      |       | PS    | Gérald Cantournet       |       | DIV   |
| Varces-Allières-et-Risset      | 6 403      | Jean-Luc Corbet         |       | DVG   | Jean-Luc Corbet         |       | DVG   |
| Vienne                         | 28 800     | Thierry Kovacs          |       | LR    | Thierry Kovacs          |       | LR    |
| Vif                            | 8 014      | Guy Genet               |       | DVD   | Guy Genet               |       | DVD   |
| Villard-Bonnot                 | 7 319      | Daniel Chavand          |       | DVD   | Patrick Beau            |       | DVD   |
| Villefontaine                  | 18 082     | Patrick Nicole-Williams |       | DVC   | Patrick Nicole-Williams |       | DVC   |
| Vizille                        | 7 725      | Jean-Claude Bizec       |       | MoDem | Catherine Troton        |       | DVG   |
| Voiron                         | 19 579     | Julien Polat            |       | LR    | Julien Polat            |       | LR    |
| Voreppe                        | 9 742      | Luc Remond              |       | LR    | Luc Remond              |       | LR    |

### Résultats en nombre de maires
| Étiquette    | Étiquette                                | Maires sortants | Maires élus | Évolution     |
| ------------ | ---------------------------------------- | --------------- | ----------- | ------------- |
|              | Parti communiste français                | 3               | 3           | en stagnation |
|              | Divers gauche                            | 8               | 12          | 4             |
|              | Parti socialiste                         | 6               | 7           | 1             |
|              | Europe Écologie Les Verts et écologistes | 1               | 2           | 1             |
|              | Total gauche                             | 18              | 24          | 6             |
|              | Divers centre                            | 2               | 7           | 5             |
|              | Mouvement démocrate                      | 2               | 1           | 1             |
|              | La République en marche                  | 1               | 1           | en stagnation |
|              | Union des démocrates et indépendants     | 3               | 3           | en stagnation |
| Total centre | Total centre                             | 8               | 12          | 4             |
|              | Les Républicains                         | 4               | 4           | en stagnation |
|              | Divers droite                            | 15              | 10          | 5             |
| Total droite | Total droite                             | 19              | 14          | 5             |
|              | Sans étiquette                           | 3               | 1           | 2             |
| Total        | Total                                    | 48              | 48          | -             |

## Résultats dans les communes de plus de5 000 habitants

### Bourgoin-Jallieu
- Maire sortant : Vincent Chriqui (LR)

| Tête de liste            | Tête de liste            | Liste                    | Premier tour | Premier tour | Second tour | Second tour | Sièges | Sièges |
| Tête de liste            | Tête de liste            | Liste                    | Voix         | %            | Voix        | %           | CM     | CC     |
| ------------------------ | ------------------------ | ------------------------ | ------------ | ------------ | ----------- | ----------- | ------ | ------ |
|                          | Vincent Chriqui          | LR-LC                    | 1 848        | 34,49        | 2 223       | 42,43       | 25     | 12     |
|                          | Damien Perrard           | PS-LFI-PCF-Gs            | 1 638        | 30,57        | 1 998       | 38,14       | 7      | 3      |
|                          | Jean-Claude Pardal       | LREM                     | 1 167        | 21,78        | 1 017       | 19,41       | 3      | 1      |
|                          | Nathalie Germain         | RN                       | 517          | 9,64         |             |             | 0      | 0      |
|                          | Joseph Benedetto         | DVC                      | 188          | 3,50         | 0           | 0           |        |        |
|                          |                          |                          |              |              |             |             |        |        |
| Votes valides            | Votes valides            | Votes valides            | 5 358        | 98,01        | 5 238       | 98,07       |        |        |
| Votes blancs             | Votes blancs             | Votes blancs             | 57           | 1,04         | 70          | 1,31        |        |        |
| Votes nuls               | Votes nuls               | Votes nuls               | 52           | 0,95         | 33          | 0,62        |        |        |
| Total                    | Total                    | Total                    | 5 467        | 100          | 5 341       | 100         | 35     | 16     |
| Abstention               | Abstention               | Abstention               | 11 308       | 67,41        | 11 464      | 68,22       |        |        |
| Inscrits / participation | Inscrits / participation | Inscrits / participation | 16 775       | 32,59        | 16 805      | 31,78       |        |        |

### Charvieu-Chavagneux
- Maire sortant : Gérard Dézempte (DVD)

|                          |                          |                          |              |              |        |        |
| Tête de liste            | Tête de liste            | Liste                    | Premier tour | Premier tour | Sièges | Sièges |
| Tête de liste            | Tête de liste            | Liste                    | Voix         | %            | CM     | CC     |
|                          | Gérard Dézempte          | DVD                      | 2 119        | 63,99        | 24     | 9      |
|                          | Mamadou Dissa            | DVC                      | 1 192        | 36,00        | 5      | 2      |
|                          |                          |                          |              |              |        |        |
| Votes valides            | Votes valides            | Votes valides            | 3 311        | 97,24        |        |        |
| Votes blancs             | Votes blancs             | Votes blancs             | 50           | 1,47         |        |        |
| Votes nuls               | Votes nuls               | Votes nuls               | 44           | 1,29         |        |        |
| Total                    | Total                    | Total                    | 6 613        | 100          | 29     | 11     |
| Abstention               | Abstention               | Abstention               | 3 208        | 48,51        |        |        |
| Inscrits / participation | Inscrits / participation | Inscrits / participation | 3 405        | 51,49        |        |        |

### Chasse-sur-Rhône
- Maire sortant : Claude Bosio (SE)

| Tête de liste            | Tête de liste            | Liste                    | Premier tour | Premier tour | Second tour | Second tour | Sièges | Sièges |
| Tête de liste            | Tête de liste            | Liste                    | Voix         | %            | Voix        | %           | CM     | CC     |
| ------------------------ | ------------------------ | ------------------------ | ------------ | ------------ | ----------- | ----------- | ------ | ------ |
|                          | Christophe Bouvier       | PS-EÉLV-LFI              | 544          | 35,62        | 677         | 45,37       | 21     | 2      |
|                          | Muriel Daniele           | DVD                      | 412          | 26,98        | 407         | 27,27       | 4      | 0      |
|                          | Claude Bosio             | DVC                      | 351          | 22,98        | 408         | 27,34       | 4      | 1      |
|                          | Nabil Ouettar            | ÉCO                      | 116          | 7,59         |             |             | 0      | 0      |
|                          | Danielle Saibi           | DVC                      | 104          | 6,81         | 0           | 0           |        |        |
|                          |                          |                          |              |              |             |             |        |        |
| Votes valides            | Votes valides            | Votes valides            | 1 527        | 98,64        |             |             |        |        |
| Votes blancs             | Votes blancs             | Votes blancs             | 11           | 0,71         |             |             |        |        |
| Votes nuls               | Votes nuls               | Votes nuls               | 10           | 0,65         |             |             |        |        |
| Total                    | Total                    | Total                    | 1 548        | 100          |             | 100         | 29     | 3      |
| Abstention               | Abstention               | Abstention               | 2 127        | 57,88        |             |             |        |        |
| Inscrits / participation | Inscrits / participation | Inscrits / participation | 3 675        | 42,12        | 3 664       | 41,65       |        |        |

### Claix
- Maire sortant : Christophe Revil

|                          |                          |                          |              |              |        |        |
| Tête de liste            | Tête de liste            | Liste                    | Premier tour | Premier tour | Sièges | Sièges |
| Tête de liste            | Tête de liste            | Liste                    | Voix         | %            | CM     | CC     |
|                          | Christophe Revil         | DVC                      | 1 896        | 60,07        | 24     | 2      |
|                          | Nathalie Cotte           | DVG                      | 1 260        | 39,92        | 5      | 0      |
|                          |                          |                          |              |              |        |        |
| Votes valides            | Votes valides            | Votes valides            | 3 156        | 98,32        |        |        |
| Votes blancs             | Votes blancs             | Votes blancs             | 18           | 0,56         |        |        |
| Votes nuls               | Votes nuls               | Votes nuls               | 36           | 1,12         |        |        |
| Total                    | Total                    | Total                    | 3 210        | 100          | 29     | 2      |
| Abstention               | Abstention               | Abstention               | 3 477        | 52,00        |        |        |
| Inscrits / participation | Inscrits / participation | Inscrits / participation | 6 687        | 48,00        |        |        |

### Crolles
- Maire sortant : Philippe Lorimier (PS)

| Tête de liste            | Tête de liste            | Liste                    | Premier tour | Premier tour | Second tour | Second tour | Sièges | Sièges |
| Tête de liste            | Tête de liste            | Liste                    | Voix         | %            | Voix        | %           | CM     | CC     |
| ------------------------ | ------------------------ | ------------------------ | ------------ | ------------ | ----------- | ----------- | ------ | ------ |
|                          | Philippe Lorimier        | PS                       | 1 011        | 36,84        | 1 492       | 52,36       | 22     | 5      |
|                          | Patrick Ayache           | DVD                      | 641          | 23,36        | 1 492       | 52,36       | 22     | 5      |
|                          | Anne-Françoise Hyvrard   | DVG-PCF-EÉLV-G.s         | 1 092        | 39,79        | 1 357       | 47,63       | 7      | 1      |
|                          |                          |                          |              |              |             |             |        |        |
| Votes valides            | Votes valides            | Votes valides            | 2 744        | 97,65        |             |             |        |        |
| Votes blancs             | Votes blancs             | Votes blancs             | 29           | 1,03         |             |             |        |        |
| Votes nuls               | Votes nuls               | Votes nuls               | 37           | 1,32         |             |             |        |        |
| Total                    | Total                    | Total                    | 6 596        | 100          |             | 100         | 29     | 6      |
| Abstention               | Abstention               | Abstention               | 3 786        | 57,40        |             |             |        |        |
| Inscrits / participation | Inscrits / participation | Inscrits / participation | 2 810        | 42,60        | 6 632       | 44,57       |        |        |

### Domène
- Maire sortant : Chrystel Bayon (DVD)

|                          | Chrystel Bayon           | DVD                      | 1 236 | 57,70 | 24 | 2 |  |  |
|                          | Marie-Dominique Nollet   | DVG                      | 661   | 30,85 | 4  | 0 |  |  |
|                          | Saverio Martorana        | DVC                      | 245   | 11,43 | 1  | 0 |  |  |
|                          |                          |                          |       |       |    |   |  |  |
| Votes valides            | Votes valides            | Votes valides            | 2 142 | 98,35 |    |   |  |  |
| Votes blancs             | Votes blancs             | Votes blancs             | 24    | 1,10  |    |   |  |  |
| Votes nuls               | Votes nuls               | Votes nuls               | 12    | 0,55  |    |   |  |  |
| Total                    | Total                    | Total                    | 2 178 | 100   | 29 | 2 |  |  |
| Abstention               | Abstention               | Abstention               | 2 733 | 55,65 |    |   |  |  |
| Inscrits / participation | Inscrits / participation | Inscrits / participation | 4 911 | 44,35 |    |   |  |  |

### Échirolles
- Maire sortant : Renzo Sulli (PCF)

| Tête de liste            | Tête de liste            | Liste                    | Premier tour | Premier tour | Second tour | Second tour | Sièges | Sièges |
| Tête de liste            | Tête de liste            | Liste                    | Voix         | %            | Voix        | %           | CM     | CC     |
| ------------------------ | ------------------------ | ------------------------ | ------------ | ------------ | ----------- | ----------- | ------ | ------ |
|                          | Renzo Sulli              | PCF-PS-PRG               | 2 152        | 30,36        | 2 353       | 36,89       | 27     | 6      |
|                          | Alban Rosa               | LFI-EELV-AEI             | 1 249        | 17,62        | 1 567       | 24,56       | 5      | 1      |
|                          | Thierry Monel            | Génération.s             | 598          | 8,43         | 1 567       | 24,56       | 5      | 1      |
|                          | Alexis Jolly             | RN                       | 1 405        | 19,82        | 1 450       | 22,73       | 4      | 1      |
|                          | Fabienne Sarrat          | LREM-MoDem-MHAN          | 1 236        | 17,44        | 1 008       | 15,80       | 3      | 0      |
|                          | Hakim Bendellaa          | ÉCO                      | 323          | 4,55         |             |             | 0      | 0      |
|                          | Chantal Gomez            | LO                       | 123          | 1,73         | 0           | 0           |        |        |
|                          |                          |                          |              |              |             |             |        |        |
| Votes valides            | Votes valides            | Votes valides            | 7 086        | 96,61        |             |             |        |        |
| Votes blancs             | Votes blancs             | Votes blancs             | 69           | 0,94         |             |             |        |        |
| Votes nuls               | Votes nuls               | Votes nuls               | 180          | 2,45         |             |             |        |        |
| Total                    | Total                    | Total                    | 7 335        | 100          |             | 100         | 39     | 8      |
| Abstention               | Abstention               | Abstention               | 13 436       | 64,69        |             |             |        |        |
| Inscrits / participation | Inscrits / participation | Inscrits / participation | 20 771       | 35,31        | 20 807      | 31,33       |        |        |

### Eybens
- Maire sortant : Nicolas Richard (DVG)

| Tête de liste            | Tête de liste            | Liste                    | Premier tour | Premier tour | Second tour | Second tour | Sièges | Sièges |
| Tête de liste            | Tête de liste            | Liste                    | Voix         | %            | Voix        | %           | CM     | CC     |
| ------------------------ | ------------------------ | ------------------------ | ------------ | ------------ | ----------- | ----------- | ------ | ------ |
|                          | Pierre Bejjaji           | DVG-EÉLV                 | 950          | 36,69        | 1 045       | 41,56       | 24     | 2      |
|                          | Hélène Besson Verdonck   | DVC                      | 833          | 32,17        | 899         | 35,75       | 6      | 0      |
|                          | Pascale Versaut          | PS-PCF                   | 806          | 31,13        | 570         | 22,67       | 3      | 0      |
|                          |                          |                          |              |              |             |             |        |        |
| Votes valides            | Votes valides            | Votes valides            | 2 589        | 97,55        |             |             |        |        |
| Votes blancs             | Votes blancs             | Votes blancs             | 33           | 1,24         |             |             |        |        |
| Votes nuls               | Votes nuls               | Votes nuls               | 32           | 1,21         |             |             |        |        |
| Total                    | Total                    | Total                    | 6 865        | 100          |             | 100         |        |        |
| Abstention               | Abstention               | Abstention               | 4 211        | 61,34        |             |             |        |        |
| Inscrits / participation | Inscrits / participation | Inscrits / participation | 2 654        | 38,66        | 6 886       | 37,28       |        |        |

### Fontaine
- Maire sortant : Jean-Paul Trovero (PCF)

| Tête de liste            | Tête de liste            | Liste                    | Premier tour | Premier tour | Second tour | Second tour | Sièges | Sièges |
| Tête de liste            | Tête de liste            | Liste                    | Voix         | %            | Voix        | %           | CM     | CC     |
| ------------------------ | ------------------------ | ------------------------ | ------------ | ------------ | ----------- | ----------- | ------ | ------ |
|                          | Franck Longo             | MoDem-LR                 | 1 529        | 32,13        | 3 124       | 61,33       | 29     | 4      |
|                          | Laurent Thoviste         | LREM                     | 1 006        | 21,14        | 3 124       | 61,33       | 29     | 4      |
|                          | Jean-Paul Trovero        | PCF-PS-PRG               | 1 150        | 24,16        | 1 969       | 38,66       | 6      | 1      |
|                          | Sophie Romera            | LFI-EELV-Gs              | 978          | 20,55        | 1 969       | 38,66       | 6      | 1      |
|                          | Marilyn Mastromauro      | LREM dissidente          | 95           | 1,99         |             |             | 0      | 0      |
|                          |                          |                          |              |              |             |             |        |        |
| Votes valides            | Votes valides            | Votes valides            | 4 758        | 96,43        |             |             |        |        |
| Votes blancs             | Votes blancs             | Votes blancs             | 54           | 1,09         |             |             |        |        |
| Votes nuls               | Votes nuls               | Votes nuls               | 122          | 2,47         |             |             |        |        |
| Total                    | Total                    | Total                    | 1 934        | 100          |             | 100         |        |        |
| Abstention               | Abstention               | Abstention               | 8 024        | 61,92        |             |             |        |        |
| Inscrits / participation | Inscrits / participation | Inscrits / participation | 12 958       | 38,08        | 12 988      | 39,21       |        |        |

### Gières
- Maire sortant : Pierre Verri (PS)

|                          | Pierre Verri             | PS                       | 948   | 51,35 | 22 | 2 |  |  |
|                          | Sylvain Stamboulian      | DVD                      | 898   | 48,64 | 7  | 0 |  |  |
|                          |                          |                          |       |       |    |   |  |  |
| Votes valides            | Votes valides            | Votes valides            | 1 846 | 96,90 |    |   |  |  |
| Votes blancs             | Votes blancs             | Votes blancs             | 34    | 1,78  |    |   |  |  |
| Votes nuls               | Votes nuls               | Votes nuls               | 25    | 1,31  |    |   |  |  |
| Total                    | Total                    | Total                    | 1 905 | 100   | 29 | 2 |  |  |
| Abstention               | Abstention               | Abstention               | 2 356 | 55,29 |    |   |  |  |
| Inscrits / participation | Inscrits / participation | Inscrits / participation | 4 261 | 44,71 |    |   |  |  |

### Grenoble
- Maire sortant : Éric Piolle (EÉLV)

|                                                          |                          |                                                      |              |              |             |             |        |        |  |
| Tête de liste                                            | Tête de liste            | Liste                                                | Premier tour | Premier tour | Second tour | Second tour | Sièges | Sièges |  |
| Tête de liste                                            | Tête de liste            | Liste                                                | Voix         | %            | Voix        | %           | CM     | CC     |  |
|                                                          | Éric Piolle              | EÉLV-LFI-PCF-AEI-E!-GÉ-G.s ND-PA-PP-PS diss.-ADES-RC | 16 766       | 46,67        | 16 169      | 53,13       | 46     | 28     |  |
| Grenoble en commun                                       |                          |                                                      | 16 766       | 46,67        | 16 169      | 53,13       | 46     | 28     |  |
|                                                          | Alain Carignon           | LR                                                   | 7 114        | 19,80        | 7 133       | 23,44       | 7      | 4      |  |
| La société civile avec Alain Carignon                    |                          |                                                      | 7 114        | 19,80        | 7 133       | 23,44       | 7      | 4      |  |
|                                                          | Émilie Chalas            | LREM-MoDem-Agir-MR-MEI-UDÉ                           | 4 939        | 13,75        | 3 803       | 12,49       | 3      | 2      |  |
| Un nouveau regard sur Grenoble                           |                          |                                                      | 4 939        | 13,75        | 3 803       | 12,49       | 3      | 2      |  |
|                                                          | Olivier Noblecourt       | PS-MRC-GRS-PRG-G.s diss.-GO Citoyenneté              | 4 782        | 13,31        | 3 325       | 10,92       | 3      | 2      |  |
| Grenoble nouvel air                                      |                          |                                                      | 4 782        | 13,31        | 3 325       | 10,92       | 3      | 2      |  |
|                                                          | Bruno de Lescure         | DVG-NPA                                              | 1 162        | 3,23         |             |             | 0      | 0      |  |
| La commune est à nous !                                  |                          |                                                      | 1 162        | 3,23         |             |             | 0      | 0      |  |
|                                                          | Mireille d'Ornano        | LP                                                   | 725          | 2,01         | 0           | 0           |        |        |  |
| Mieux vivre à Grenoble                                   |                          |                                                      | 725          | 2,01         | 0           | 0           |        |        |  |
|                                                          | Catherine Brun           | LO                                                   | 429          | 1,19         | 0           | 0           |        |        |  |
| Lutte ouvrière – Faire entendre le camp des travailleurs |                          |                                                      | 429          | 1,19         | 0           | 0           |        |        |  |
|                                                          |                          |                                                      |              |              |             |             |        |        |  |
| Suffrages exprimés                                       | Suffrages exprimés       | Suffrages exprimés                                   | 35 917       | 98,25        | 30 430      | 98,09       |        |        |  |
| Votes blancs                                             | Votes blancs             | Votes blancs                                         | 313          | 0,86         | 366         | 1,18        |        |        |  |
| Votes nuls                                               | Votes nuls               | Votes nuls                                           | 326          | 0,89         | 228         | 0,73        |        |        |  |
| Total                                                    | Total                    | Total                                                | 36 556       | 100,00       | 31 024      | 100,00      | 59     | 36     |  |
| Abstention                                               | Abstention               | Abstention                                           | 49 960       | 57,75        | 55 557      | 64,17       |        |        |  |
| Inscrits / participation                                 | Inscrits / participation | Inscrits / participation                             | 86 517       | 42,25        | 86 581      | 35,83       |        |        |  |

### La Tour-du-Pin
- Maire sortant : Fabien Rajon (DVD)

| Tête de liste            | Tête de liste            | Liste                    | Premier tour | Premier tour | Sièges | Sièges |
| Tête de liste            | Tête de liste            | Liste                    | Voix         | %            | CM     | CC     |
| ------------------------ | ------------------------ | ------------------------ | ------------ | ------------ | ------ | ------ |
|                          | Fabien Rajon             | DVD                      | 936          | 100,00       | 29     | 8      |
|                          |                          |                          |              |              |        |        |
| Votes valides            | Votes valides            | Votes valides            | 936          | 86,51        |        |        |
| Votes blancs             | Votes blancs             | Votes blancs             | 97           | 8,96         |        |        |
| Votes nuls               | Votes nuls               | Votes nuls               | 49           | 4,53         |        |        |
| Total                    | Total                    | Total                    | 1 082        | 100,00       | 29     | 8      |
| Abstention               | Abstention               | Abstention               | 3 698        | 77,36        |        |        |
| Inscrits / participation | Inscrits / participation | Inscrits / participation | 4 780        | 22,64        |        |        |

### La Tronche
- Maire sortant : Bertrand Spindler (DVG)

|                          | Bertrand Spindler        | DVG                      | 967   | 51,35 | 22 | 2 |  |  |
|                          | Edouard Ytournel         | DVD                      | 552   | 29,31 | 4  | 0 |  |  |
|                          | Pascale Le Marois        | DVC                      | 364   | 19,33 | 3  | 0 |  |  |
|                          |                          |                          |       |       |    |   |  |  |
| Votes valides            | Votes valides            | Votes valides            | 1 883 | 98,18 |    |   |  |  |
| Votes blancs             | Votes blancs             | Votes blancs             | 17    | 0,89  |    |   |  |  |
| Votes nuls               | Votes nuls               | Votes nuls               | 18    | 0,94  |    |   |  |  |
| Total                    | Total                    | Total                    | 1 918 | 100   | 29 | 2 |  |  |
| Abstention               | Abstention               | Abstention               | 2 065 | 51,85 |    |   |  |  |
| Inscrits / participation | Inscrits / participation | Inscrits / participation | 3 983 | 48,15 |    |   |  |  |

### La Verpillière
- Maire sortant : Patrick Margier (UDI)

|                          | Patrick Margier          | DVC                      | 928   | 53,21 | 23 | 4 |  |  |
|                          | Sylvain Macle            | ÉCO                      | 425   | 24,36 | 3  | 0 |  |  |
|                          | Pascale Sautarel-Bidard  | DVC                      | 391   | 22,41 | 3  | 0 |  |  |
|                          |                          |                          |       |       |    |   |  |  |
| Votes valides            | Votes valides            | Votes valides            | 1 744 | 98,31 |    |   |  |  |
| Votes blancs             | Votes blancs             | Votes blancs             | 8     | 0,45  |    |   |  |  |
| Votes nuls               | Votes nuls               | Votes nuls               | 22    | 1,24  |    |   |  |  |
| Total                    | Total                    | Total                    | 1 918 | 100   | 29 | 4 |  |  |
| Abstention               | Abstention               | Abstention               | 2 594 | 59,39 |    |   |  |  |
| Inscrits / participation | Inscrits / participation | Inscrits / participation | 4 368 | 40,61 |    |   |  |  |

### Le Péage-de-Roussillon
- Maire sortant : Stéphane Spitters ne se représente pas

| Tête de liste            | Tête de liste             | Liste                    | Premier tour | Premier tour | Second tour | Second tour | Sièges | Sièges |
| Tête de liste            | Tête de liste             | Liste                    | Voix         | %            | Voix        | %           | CM     | CC     |
| ------------------------ | ------------------------- | ------------------------ | ------------ | ------------ | ----------- | ----------- | ------ | ------ |
|                          | André Mondange            | DVG                      | 303          | 26,81        | 416         | 37,37       | 20     | 4      |
|                          | Charles Guigui            | DVD                      | 255          | 22,56        | 351         | 31,53       | 5      | 1      |
|                          | Sébastien Courion         | DVC                      | 216          | 19,11        | 346         | 31,08       | 4      | 1      |
|                          | Dominique Flacher Lhermet | DVC                      | 195          | 17,25        | 346         | 31,08       | 4      | 1      |
|                          | Olga Damian               | DVG                      | 161          | 14,24        | 346         | 31,08       | 4      | 1      |
|                          |                           |                          |              |              |             |             |        |        |
| Votes valides            | Votes valides             | Votes valides            | 1 130        | 95,20        |             |             |        |        |
| Votes blancs             | Votes blancs              | Votes blancs             | 19           | 1,60         |             |             |        |        |
| Votes nuls               | Votes nuls                | Votes nuls               | 38           | 3,20         |             |             |        |        |
| Total                    | Total                     | Total                    | 1 187        | 100,00       |             | 100         |        |        |
| Abstention               | Abstention                | Abstention               | 2 467        | 67,52        |             |             |        |        |
| Inscrits / participation | Inscrits / participation  | Inscrits / participation | 3 654        | 32,48        | 3 667       | 30,98       |        |        |

### Le Pont-de-Claix
- Maire sortant : Christophe Ferrari (DVG)

|                          | Christophe Ferrari       | DVG-PS-Gs                | 1 559 | 62,86 | 28 | 2 |  |  |
|                          | Simone Torres            | PCF                      | 566   | 22,82 | 3  | 0 |  |  |
|                          | Julien Dussart           | DVC                      | 355   | 14,31 | 2  | 0 |  |  |
|                          |                          |                          |       |       |    |   |  |  |
| Votes valides            | Votes valides            | Votes valides            | 2 480 | 97,71 |    |   |  |  |
| Votes blancs             | Votes blancs             | Votes blancs             | 37    | 1,46  |    |   |  |  |
| Votes nuls               | Votes nuls               | Votes nuls               | 21    | 0,83  |    |   |  |  |
| Total                    | Total                    | Total                    | 2 538 | 100   | 33 | 2 |  |  |
| Abstention               | Abstention               | Abstention               | 4 027 | 61,34 |    |   |  |  |
| Inscrits / participation | Inscrits / participation | Inscrits / participation | 6 565 | 38,66 |    |   |  |  |

### Les Abrets en Dauphiné
- Maire sortant : François Boucly

| Tête de liste            | Tête de liste            | Liste                    | Premier tour | Premier tour | Second tour | Second tour | Sièges | Sièges |
| Tête de liste            | Tête de liste            | Liste                    | Voix         | %            | Voix        | %           | CM     | CC     |
| ------------------------ | ------------------------ | ------------------------ | ------------ | ------------ | ----------- | ----------- | ------ | ------ |
|                          | Benjamin Gastaldello     | DVC                      | 951          | 48,59        | 1 052       | 58,15       | 26     | 5      |
|                          | François Boucly          | DVC                      | 371          | 18,96        | 429         | 23,71       | 4      | 1      |
|                          | Claire Chuzel-Marmot     | DVC                      | 197          | 10,07        | 328         | 18,13       | 3      | 0      |
|                          | Sandrine Sibut           | DIV                      | 149          | 7,61         | 328         | 18,13       | 3      | 0      |
|                          | François Baudot          | DVC                      | 289          | 14,77        | Retrait     | Retrait     | 0      | 0      |
|                          |                          |                          |              |              |             |             |        |        |
| Votes valides            | Votes valides            | Votes valides            | 1 957        | 97,90        |             |             |        |        |
| Votes blancs             | Votes blancs             | Votes blancs             | 24           | 1,20         |             |             |        |        |
| Votes nuls               | Votes nuls               | Votes nuls               | 18           | 0,90         |             |             |        |        |
| Total                    | Total                    | Total                    | 1 999        | 100          |             | 100         | 33     | 6      |
| Abstention               | Abstention               | Abstention               | 2 444        | 55,01        |             |             |        |        |
| Inscrits / participation | Inscrits / participation | Inscrits / participation | 4 443        | 44,99        | 4 452       | 41,62       |        |        |

### Les Avenières Veyrins-Thuellin
- Maire sortant : Daniel Michoud

| Tête de liste            | Tête de liste            | Liste                    | Premier tour | Premier tour | Second tour | Second tour | Sièges | Sièges |
| Tête de liste            | Tête de liste            | Liste                    | Voix         | %            | Voix        | %           | CM     | CC     |
| ------------------------ | ------------------------ | ------------------------ | ------------ | ------------ | ----------- | ----------- | ------ | ------ |
|                          | Daniel Michoud           | DVC                      | 1 065        | 49,65        | 1 033       | 49,35       | 25     | 6      |
|                          | Thierry Lagrange         | DVC                      | 778          | 36,27        | 857         | 40,94       | 7      | 1      |
|                          | Edmond Damais            | RN                       | 302          | 14,07        | 203         | 9,69        | 1      | 0      |
|                          |                          |                          |              |              |             |             |        |        |
| Votes valides            | Votes valides            | Votes valides            | 2 145        | 97,50        |             |             |        |        |
| Votes blancs             | Votes blancs             | Votes blancs             | 28           | 1,27         |             |             |        |        |
| Votes nuls               | Votes nuls               | Votes nuls               | 27           | 1,23         |             |             |        |        |
| Total                    | Total                    | Total                    | 2 200        | 100          |             | 100         |        |        |
| Abstention               | Abstention               | Abstention               | 3 648        | 62,38        |             |             |        |        |
| Inscrits / participation | Inscrits / participation | Inscrits / participation | 5 848        | 37,62        | 5 859       | 36,47       |        |        |

### L'Isle-d'Abeau
- Maire sortant : Alain Jurado (DVG)

| Tête de liste            | Tête de liste            | Liste                    | Premier tour | Premier tour | Second tour | Second tour | Sièges | Sièges |
| Tête de liste            | Tête de liste            | Liste                    | Voix         | %            | Voix        | %           | CM     | CC     |
| ------------------------ | ------------------------ | ------------------------ | ------------ | ------------ | ----------- | ----------- | ------ | ------ |
|                          | Cyril Marion             | DVC                      | 1 182        | 40,38        | 1 484       | 55,72       | 26     | 8      |
|                          | Catherine Simon          | DVD                      | 747          | 25,52        | 790         | 29,66       | 5      | 2      |
|                          | Alain Jurado             | DVG                      | 495          | 16,91        | 790         | 29,66       | 5      | 2      |
|                          | Véronique Verdel         | DVG                      | 503          | 17,18        | 389         | 14,60       | 2      | 0      |
|                          |                          |                          |              |              |             |             |        |        |
| Votes valides            |                          |                          |              |              |             |             |        |        |
| Votes blancs             |                          |                          |              |              |             |             |        |        |
| Votes nuls               |                          |                          |              |              |             |             |        |        |
| Total                    | Total                    | Total                    |              | 100          |             | 100         |        |        |
| Abstention               | Abstention               | Abstention               | 6 357        | 67,96        |             |             |        |        |
| Inscrits / participation | Inscrits / participation | Inscrits / participation | 9 408        | 28,98        | 9 354       | 32,04       |        |        |

### Meylan
- Maire sortant : Jean-Philippe Blanc (DVD)

| Tête de liste            | Tête de liste            | Liste                    | Premier tour | Premier tour | Second tour | Second tour | Sièges | Sièges |
| Tête de liste            | Tête de liste            | Liste                    | Voix         | %            | Voix        | %           | CM     | CC     |
| ------------------------ | ------------------------ | ------------------------ | ------------ | ------------ | ----------- | ----------- | ------ | ------ |
|                          | Philippe Cardin          | PS-EELV                  | 3 141        | 48,96        | 3 520       | 53,86       | 26     | 2      |
|                          | Joëlle Hours             | LREM                     | 1 880        | 29,30        | 3 015       | 46,13       | 7      | 1      |
|                          | Jean-Claude Peyrin       | DVD                      | 920          | 14,34        | Retrait     | Retrait     | 0      | 0      |
|                          | Jean-Philippe Blanc      | DVD                      | 474          | 7,38         |             |             | 0      | 0      |
|                          |                          |                          |              |              |             |             |        |        |
| Votes valides            | Votes valides            | Votes valides            | 6 415        | 98,19        | 6 535       | 97,16       |        |        |
| Votes blancs             | Votes blancs             | Votes blancs             | 118          | 1,81         | 191         | 2,84        |        |        |
| Votes nuls               | Votes nuls               | Votes nuls               | 0            | 0            | 0           | 0           |        |        |
| Total                    | Total                    | Total                    | 6 533        | 100          | 6 726       | 100         | 33     | 3      |
| Abstention               | Abstention               | Abstention               | 7 440        | 53,25        | 7 254       | 51,89       |        |        |
| Inscrits / participation | Inscrits / participation | Inscrits / participation | 13 973       | 46,75        | 13 980      | 48,11       |        |        |

### Moirans
- Maire sortant : Gérard Simonet (DVD) ne se représente pas

| Tête de liste            | Tête de liste            | Liste                    | Premier tour | Premier tour | Second tour | Second tour | Sièges | Sièges |
| Tête de liste            | Tête de liste            | Liste                    | Voix         | %            | Voix        | %           | CM     | CC     |
| ------------------------ | ------------------------ | ------------------------ | ------------ | ------------ | ----------- | ----------- | ------ | ------ |
|                          | Valérie Zulian           | DVG                      | 836          | 36,11        | 875         | 34,07       | 20     | 4      |
|                          | Franck Ferrante          | DVD                      | 786          | 33,95        | 858         | 33,41       | 5      | 1      |
|                          | Gilles Julien            | DVD                      | 693          | 29,93        | 835         | 32,51       | 4      | 0      |
|                          |                          |                          |              |              |             |             |        |        |
| Votes valides            | Votes valides            | Votes valides            | 2 315        | 97,76        |             |             |        |        |
| Votes blancs             | Votes blancs             | Votes blancs             | 25           | 1,06         |             |             |        |        |
| Votes nuls               | Votes nuls               | Votes nuls               | 28           | 1,18         |             |             |        |        |
| Total                    | Total                    | Total                    | 2 368        | 100          |             | 100         |        |        |
| Abstention               | Abstention               | Abstention               | 3 608        | 60,37        |             |             |        |        |
| Inscrits / participation | Inscrits / participation | Inscrits / participation | 5 976        | 39,63        | 6 018       | 43,30       |        |        |

### Montbonnot-Saint-Martin
- Maire sortant : Pierre Beguery (SE) ne se représente pas

### Pontcharra
- Maire sortant : Christophe Borg (DVD)

|                          | Christophe Borg          | DVD                      | 1 332 | 60,02 | 24 | 5 |  |  |
|                          | Joseph Mas               | DVG                      | 452   | 22,82 | 3  | 0 |  |  |
|                          | Franck Bernabeu          | DVG                      | 435   | 19,60 | 2  | 0 |  |  |
|                          |                          |                          |       |       |    |   |  |  |
| Votes valides            | Votes valides            | Votes valides            | 2 219 | 98,10 |    |   |  |  |
| Votes blancs             | Votes blancs             | Votes blancs             | 27    | 1,19  |    |   |  |  |
| Votes nuls               | Votes nuls               | Votes nuls               | 16    | 0,71  |    |   |  |  |
| Total                    | Total                    | Total                    | 2 262 | 100   | 33 | 2 |  |  |
| Abstention               | Abstention               | Abstention               | 2 836 | 55,63 |    |   |  |  |
| Inscrits / participation | Inscrits / participation | Inscrits / participation | 5 098 | 44,37 |    |   |  |  |

### Pont-de-Chéruy
- Maire sortant : Alain Tuduri (DVD) ne se représente pas

| Tête de liste | Tête de liste   | Liste | Premier tour | Premier tour | Sièges | Sièges |
| ------------- | --------------- | ----- | ------------ | ------------ | ------ | ------ |
| Tête de liste | Tête de liste   | Liste | Voix         | %            | CM     | CC     |
|               | M. Franck BRON  | DVD   | 810          | 70,49        | 25     | 5      |
|               | Monique RAVOUNA | DVC   | 339          | 29,50        | 4      | 1      |

### Pont-Évêque
- Maire sortant : Martine Faïta (UDI)

| Tête de liste            | Tête de liste            | Liste                    | Premier tour | Premier tour | Sièges | Sièges |
| Tête de liste            | Tête de liste            | Liste                    | Voix         | %            | CM     | CC     |
| ------------------------ | ------------------------ | ------------------------ | ------------ | ------------ | ------ | ------ |
|                          | Martine Faïta            | UDI                      | 763          | 76,99        | 26     | 3      |
|                          | Bernard Bernigaud        | RN                       | 228          | 23,00        | 3      | 0      |
|                          |                          |                          |              |              |        |        |
| Votes valides            | Votes valides            | Votes valides            | 991          | 29,28        |        |        |
| Votes blancs             | Votes blancs             | Votes blancs             | 48           | 1,42         |        |        |
| Votes nuls               | Votes nuls               | Votes nuls               | 25           | 0,74         |        |        |
| Total                    | Total                    | Total                    | 1 064        | 100          | 29     | 3      |
| Abstention               | Abstention               | Abstention               | 2 321        | 68,57        |        |        |
| Inscrits / participation | Inscrits / participation | Inscrits / participation | 3 385        | 31,43        |        |        |

### Rives
- Maire sortant : Alain Dezempte (PS)

| Tête de liste            | Tête de liste            | Liste                    | Premier tour | Premier tour | Second tour | Second tour | Sièges | Sièges |
| Tête de liste            | Tête de liste            | Liste                    | Voix         | %            | Voix        | %           | CM     | CC     |
| ------------------------ | ------------------------ | ------------------------ | ------------ | ------------ | ----------- | ----------- | ------ | ------ |
|                          | Julien Stevant           | DVD                      | 422          | 24,82        | 881         | 46,53       | 22     | 3      |
|                          | Laurent Lavost           | DVC                      | 407          | 23,94        | 881         | 46,53       | 22     | 3      |
|                          | Alain Dezempte           | DVG                      | 486          | 28,58        | 698         | 36,87       | 5      | 1      |
|                          | Catherine Gommet         | DVG                      | 344          | 20,23        | 314         | 16,58       | 2      | 0      |
|                          | Martine Dunand           | LO                       | 41           | 2,41         |             |             | 0      | 0      |
|                          |                          |                          |              |              |             |             |        |        |
| Votes valides            | Votes valides            | Votes valides            | 1 700        | 96,59        |             |             |        |        |
| Votes blancs             | Votes blancs             | Votes blancs             | 23           | 1,31         |             |             |        |        |
| Votes nuls               | Votes nuls               | Votes nuls               | 37           | 2,10         |             |             |        |        |
| Total                    | Total                    | Total                    | 1 760        | 100          |             | 100         |        |        |
| Abstention               | Abstention               | Abstention               | 2 470        | 58,39        |             |             |        |        |
| Inscrits / participation | Inscrits / participation | Inscrits / participation | 4 230        | 41,61        | 4 229       | 46,09       |        |        |

### Roussillon
- Maire sortant : Robert Duranton (DVD)

|                          | Robert Duranton          | DVD                      | 1 138 | 59,20  | 23 | 7 |  |  |
|                          | Zerrin Bataray           | DVG                      | 528   | 27,47  | 4  | 1 |  |  |
|                          | Béatrice Krekdjian       | DVC                      | 256   | 13,31  | 2  | 0 |  |  |
|                          |                          |                          |       |        |    |   |  |  |
| Votes valides            | Votes valides            | Votes valides            | 1 922 | 97,22  |    |   |  |  |
| Votes blancs             | Votes blancs             | Votes blancs             | 26    | 1,32   |    |   |  |  |
| Votes nuls               | Votes nuls               | Votes nuls               | 29    | 1,47   |    |   |  |  |
| Total                    | Total                    | Total                    | 1 977 | 100,00 | 29 | 8 |  |  |
| Abstention               | Abstention               | Abstention               | 3 430 | 63,44  |    |   |  |  |
| Inscrits / participation | Inscrits / participation | Inscrits / participation | 5 407 | 36,56  |    |   |  |  |

### Saint-Égrève
- Maire sortant : Daniel Boisset (SE)

| Tête de liste            | Tête de liste            | Liste                      | Premier tour | Premier tour | Second tour | Second tour | Sièges | Sièges |
| Tête de liste            | Tête de liste            | Liste                      | Voix         | %            | Voix        | %           | CM     | CC     |
| ------------------------ | ------------------------ | -------------------------- | ------------ | ------------ | ----------- | ----------- | ------ | ------ |
|                          | Laurent Amadieu          | EÉLV-PCF-LFI-PS dissidents | 2 211        | 49,27        | 2 635       | 59,32       | 27     | 2      |
|                          | Benjamin Coiffard        | DVC                        | 1 368        | 30,48        | 1 807       | 40,67       | 6      | 1      |
|                          | Emmanuel Roux            | LREM-PS                    | 908          | 20,23        | Retrait     | Retrait     | 0      | 0      |
|                          |                          |                            |              |              |             |             |        |        |
| Votes valides            | Votes valides            | Votes valides              | 4 487        | 97,63        |             |             |        |        |
| Votes blancs             | Votes blancs             | Votes blancs               | 59           | 1,28         |             |             |        |        |
| Votes nuls               | Votes nuls               | Votes nuls                 | 50           | 1,09         |             |             |        |        |
| Total                    | Total                    | Total                      | 4 596        | 100          |             | 100         | 33     | 3      |
| Abstention               | Abstention               | Abstention                 | 6 791        | 59,64        |             |             |        |        |
| Inscrits / participation | Inscrits / participation | Inscrits / participation   | 11 387       | 40,36        | 11 410      | 39,58       |        |        |

### Saint-Ismier
- Maire sortant : Henri Baile (LR)

|                          | Henri Baile              | DVD                      | 1 731 | 73,03  | 25 | 5 |  |  |
|                          | Christian Picard         | DVC                      | 639   | 26,96  | 4  | 0 |  |  |
|                          |                          |                          |       |        |    |   |  |  |
| Votes valides            | Votes valides            | Votes valides            | 2 370 | 97,57  |    |   |  |  |
| Votes blancs             | Votes blancs             | Votes blancs             | 35    | 1,44   |    |   |  |  |
| Votes nuls               | Votes nuls               | Votes nuls               | 24    | 0,99   |    |   |  |  |
| Total                    | Total                    | Total                    | 2 429 | 100,00 | 29 | 5 |  |  |
| Abstention               | Abstention               | Abstention               | 3 488 | 58,95  |    |   |  |  |
| Inscrits / participation | Inscrits / participation | Inscrits / participation | 5 917 | 41,05  |    |   |  |  |

### Saint-Marcellin
- Maire sortant : Jean-Michel Revol (DVG) ne se représente pas.

| Tête de liste            | Tête de liste            | Liste                    | Premier tour | Premier tour | Second tour | Second tour | Sièges | Sièges |
| Tête de liste            | Tête de liste            | Liste                    | Voix         | %            | Voix        | %           | CM     | CC     |
| ------------------------ | ------------------------ | ------------------------ | ------------ | ------------ | ----------- | ----------- | ------ | ------ |
|                          | Raphaël Mocellin         | DVC                      | 619          | 29,58        | 677         | 31,76       | 20     | 9      |
|                          | Jacques Lascoumes        | DVD                      | 495          | 23,66        | 641         | 30,07       | 4      | 2      |
|                          | Noëlle Thaon             | SE                       | 455          | 21,74        | 428         | 20,08       | 3      | 1      |
|                          | Jonathan Soen            | ÉCO                      | 285          | 13,62        | 201         | 9,43        | 1      | 0      |
|                          | Christophe Ghersinu      | DVG                      | 238          | 11,37        | 184         | 8,63        | 1      | 0      |
|                          |                          |                          |              |              |             |             |        |        |
| Votes valides            | Votes valides            | Votes valides            | 2 092        | 97,35        |             |             |        |        |
| Votes blancs             | Votes blancs             | Votes blancs             | 26           | 1,21         |             |             |        |        |
| Votes nuls               | Votes nuls               | Votes nuls               | 31           | 1,44         |             |             |        |        |
| Total                    | Total                    | Total                    | 2 149        | 100,00       |             | 100,00      |        |        |
| Abstention               | Abstention               | Abstention               | 3 103        | 59,08        |             |             |        |        |
| Inscrits / participation | Inscrits / participation | Inscrits / participation | 5 252        | 40,92        | 5 214       | 41,75       |        |        |

### Saint-Martin-d'Hères
- Maire sortant : David Queiros (PCF)

|                          | David Queiros            | PCF-LFI-Gs               | 2 820  | 53,64 | 31 | 7 |  |  |
|                          | Georges Oudjaoudi        | EÉLV-PS                  | 1 199  | 22,80 | 4  | 1 |  |  |
|                          | Philippe Charlot         | UDÉ-LREM                 | 799    | 15,19 | 3  | 0 |  |  |
|                          | Mohamed Gafsi            | LR                       | 439    | 8,35  | 1  | 0 |  |  |
|                          |                          |                          |        |       |    |   |  |  |
| Votes valides            | Votes valides            | Votes valides            | 5 257  | 96,57 |    |   |  |  |
| Votes blancs             | Votes blancs             | Votes blancs             | 69     | 1,27  |    |   |  |  |
| Votes nuls               | Votes nuls               | Votes nuls               | 118    | 2,17  |    |   |  |  |
| Total                    | Total                    | Total                    | 5 444  | 100   | 39 | 8 |  |  |
| Abstention               | Abstention               | Abstention               | 12 330 | 69,37 |    |   |  |  |
| Inscrits / participation | Inscrits / participation | Inscrits / participation | 17 774 | 30,63 |    |   |  |  |

### Saint-Martin-d'Uriage
- Maire sortant : Gérard Giraud (SE)

| Tête de liste            | Tête de liste            | Liste                    | Premier tour | Premier tour | Second tour | Second tour | Sièges | Sièges |
| Tête de liste            | Tête de liste            | Liste                    | Voix         | %            | Voix        | %           | CM     | CC     |
| ------------------------ | ------------------------ | ------------------------ | ------------ | ------------ | ----------- | ----------- | ------ | ------ |
|                          | Gérard Giraud            | ÉCO                      | 1 125        | 49,95        | 1 114       | 55,06       | 23     | 2      |
|                          | Brigitte Dulong          | DVC                      | 770          | 34,19        | 636         | 31,43       | 4      | 1      |
|                          | Mathieu Kuntz            | SE                       | 357          | 15,85        | 273         | 13,49       | 2      | 0      |
|                          |                          |                          |              |              |             |             |        |        |
| Votes valides            |                          |                          |              |              |             |             |        |        |
| Votes blancs             |                          |                          |              |              |             |             |        |        |
| Votes nuls               |                          |                          |              |              |             |             |        |        |
| Total                    | Total                    | Total                    |              | 100          |             | 100         |        |        |
| Abstention               | Abstention               | Abstention               | 2 167        | 48,40        |             |             |        |        |
| Inscrits / participation | Inscrits / participation | Inscrits / participation | 4 477        | 51,60        | 4 553       | 45,09       |        |        |

### Saint-Martin-le-Vinoux
- Maire sortant : Yannik Ollivier (PS)

|                          | Sylvain Laval            | DVG                      | 878   | 66,21  | 25 | 2 |  |  |
|                          | Christian Gros           | DVG                      | 366   | 27,60  | 4  | 0 |  |  |
|                          | Christine Tulipe         | LO                       | 82    | 6,18   | 0  | 0 |  |  |
|                          |                          |                          |       |        |    |   |  |  |
| Votes valides            | Votes valides            | Votes valides            | 1 326 | 96,51  |    |   |  |  |
| Votes blancs             | Votes blancs             | Votes blancs             | 34    | 2,47   |    |   |  |  |
| Votes nuls               | Votes nuls               | Votes nuls               | 14    | 1,02   |    |   |  |  |
| Total                    | Total                    | Total                    | 1 374 | 100,00 | 29 | 2 |  |  |
| Abstention               | Abstention               | Abstention               | 2 081 | 60,23  |    |   |  |  |
| Inscrits / participation | Inscrits / participation | Inscrits / participation | 3 455 | 39,77  |    |   |  |  |

### Saint-Maurice-l'Exil
- Maire sortant : Philippe Genty (DVG)

|                          | Philippe Genty           | DVG                      | 764   | 100,00 | 29 | 6 |  |  |
|                          |                          |                          |       |        |    |   |  |  |
| Votes valides            | Votes valides            | Votes valides            | 764   | 87,92  |    |   |  |  |
| Votes blancs             | Votes blancs             | Votes blancs             | 44    | 5,06   |    |   |  |  |
| Votes nuls               | Votes nuls               | Votes nuls               | 61    | 7,02   |    |   |  |  |
| Total                    | Total                    | Total                    | 869   | 100,00 | 29 | 6 |  |  |
| Abstention               | Abstention               | Abstention               | 3 254 | 78,92  |    |   |  |  |
| Inscrits / participation | Inscrits / participation | Inscrits / participation | 4 123 | 21,08  |    |   |  |  |

### Saint-Quentin-Fallavier
- Maire sortant : Michel Bacconnier (DVG)

| Tête de liste            | Tête de liste            | Liste                    | Premier tour | Premier tour | Second tour | Second tour | Sièges | Sièges |
| Tête de liste            | Tête de liste            | Liste                    | Voix         | %            | Voix        | %           | CM     | CC     |
| ------------------------ | ------------------------ | ------------------------ | ------------ | ------------ | ----------- | ----------- | ------ | ------ |
|                          | Michel Bacconnier        | DVG                      | 614          | 47,74        | 660         | 52,46       | 22     | 3      |
|                          | David Cicala             | DVG                      | 422          | 32,81        | 598         | 47,53       | 7      | 1      |
|                          | Christophe Liaud         | DVC                      | 250          | 19,44        | 598         | 47,53       | 7      | 1      |
|                          |                          |                          |              |              |             |             |        |        |
| Votes valides            |                          |                          |              |              |             |             |        |        |
| Votes blancs             |                          |                          |              |              |             |             |        |        |
| Votes nuls               |                          |                          |              |              |             |             |        |        |
| Total                    | Total                    | Total                    |              | 100          |             | 100         |        |        |
| Abstention               | Abstention               | Abstention               | 2 088        | 61,30        |             |             |        |        |
| Inscrits / participation | Inscrits / participation | Inscrits / participation | 3 406        | 38,70        | 3 424       | 37,65       |        |        |

### Sassenage
- Maire sortant : Christian Coigné (UDI)

| Tête de liste            | Tête de liste            | Liste                    | Premier tour | Premier tour | Second tour | Second tour | Sièges | Sièges |
| Tête de liste            | Tête de liste            | Liste                    | Voix         | %            | Voix        | %           | CM     | CC     |
| ------------------------ | ------------------------ | ------------------------ | ------------ | ------------ | ----------- | ----------- | ------ | ------ |
|                          | Christian Coigné         | UDI                      | 1 699        | 44,97        | 2 157       | 52,13       | 25     | 2      |
|                          | Yannick Belle            | DVG                      | 1 352        | 35,78        | 1 980       | 47,86       | 8      | 0      |
|                          | Farid Benzakour          | EÉLV-PCF                 | 727          | 19,24        | 1 980       | 47,86       | 8      | 0      |
|                          |                          |                          |              |              |             |             |        |        |
| Votes valides            | Votes valides            | Votes valides            | 3 778        | 98,18        |             |             |        |        |
| Votes blancs             | Votes blancs             | Votes blancs             | 32           | 0,83         |             |             |        |        |
| Votes nuls               | Votes nuls               | Votes nuls               | 38           | 0,99         |             |             |        |        |
| Total                    | Total                    | Total                    | 3 848        | 100          |             | 100         |        |        |
| Abstention               | Abstention               | Abstention               | 4 121        | 51,71        |             |             |        |        |
| Inscrits / participation | Inscrits / participation | Inscrits / participation | 7 969        | 48,29        | 7 996       | 52,65       |        |        |

### Seyssinet-Pariset
- Maire sortant : Marcel Repellin (DVD) ne se représente pas

| Tête de liste            | Tête de liste            | Liste                    | Premier tour | Premier tour | Second tour | Second tour | Sièges | Sièges |
| Tête de liste            | Tête de liste            | Liste                    | Voix         | %            | Voix        | %           | CM     | CC     |
| ------------------------ | ------------------------ | ------------------------ | ------------ | ------------ | ----------- | ----------- | ------ | ------ |
|                          | Guillaume Lissy          | PS-PCF                   | 1 624        | 44,13        | 1 976       | 57,35       | 26     | 2      |
|                          | Alice Mollon             | EÉLV-G.s                 | 414          | 11,25        | 1 976       | 57,35       | 26     | 2      |
|                          | Yves Monin               | DVD                      | 960          | 26,08        | 1 190       | 34,54       | 6      | 0      |
|                          | Frédéric Battin          | DVD                      | 384          | 10,43        | 279         | 8,09        | 1      | 0      |
|                          | Leni Gueli               | SE                       | 298          | 8,09         |             |             | 0      | 0      |
|                          |                          |                          |              |              |             |             |        |        |
| Exprimés                 | Exprimés                 | Exprimés                 | 3 680        | 98,08        |             |             |        |        |
| Votes blancs             | Votes blancs             | Votes blancs             | 21           | 0,56         |             |             |        |        |
| Votes nuls               | Votes nuls               | Votes nuls               | 51           | 1,36         |             |             |        |        |
| Total                    | Total                    | Total                    | 3 752        | 100          |             | 100         |        |        |
| Abstention               | Abstention               | Abstention               | 4 445        | 54,23        |             |             |        |        |
| Inscrits / participation | Inscrits / participation | Inscrits / participation | 8 197        | 45,77        | 8 213       | 42,68       |        |        |

### Seyssins
- Maire sortant : Fabrice Hugelé (LREM)

| Tête de liste            | Tête de liste            | Liste                    | Premier tour | Premier tour | Sièges | Sièges |
| Tête de liste            | Tête de liste            | Liste                    | Voix         | %            | CM     | CC     |
| ------------------------ | ------------------------ | ------------------------ | ------------ | ------------ | ------ | ------ |
|                          | Fabrice Hugelé,          | LREM                     | 1 318        | 51,50        | 22     | 2      |
|                          | Catherine Brette         | EÉLV-PS-GÉ               | 833          | 32,55        | 5      | 0      |
|                          | Anne-Marie Malandrino    | DVD-LR-MHAN              | 408          | 15,94        | 2      | 0      |
|                          |                          |                          |              |              |        |        |
| Votes valides            | Votes valides            | Votes valides            | 2 559        | 97,82        |        |        |
| Votes blancs             | Votes blancs             | Votes blancs             | 25           | 0,96         |        |        |
| Votes nuls               | Votes nuls               | Votes nuls               | 32           | 1,22         |        |        |
| Total                    | Total                    | Total                    | 2 616        | 100          | 29     | 2      |
| Abstention               | Abstention               | Abstention               | 3 076        | 54,04        |        |        |
| Inscrits / participation | Inscrits / participation | Inscrits / participation | 5 692        | 45,96        |        |        |

### Tignieu-Jameyzieu
- Maire sortant : Jean-Louis Sbaffe (PS)

|                          | Jean-Louis Sbaffe        | DVG                      | 1 280 | 57,37 | 23 | 5 |  |  |
|                          | Jean-Yves Mazabrard      | DVC                      | 951   | 42,63 | 6  | 1 |  |  |
|                          |                          |                          |       |       |    |   |  |  |
| Votes valides            | Votes valides            | Votes valides            | 2 231 | 97,98 |    |   |  |  |
| Votes blancs             | Votes blancs             | Votes blancs             | 18    | 0,79  |    |   |  |  |
| Votes nuls               | Votes nuls               | Votes nuls               | 28    | 1,23  |    |   |  |  |
| Total                    | Total                    | Total                    | 2 277 | 100   | 29 | 6 |  |  |
| Abstention               | Abstention               | Abstention               | 2 719 | 54,42 |    |   |  |  |
| Inscrits / participation | Inscrits / participation | Inscrits / participation | 4 996 | 45,58 |    |   |  |  |

### Tullins
- Maire sortant : Jean-Yves Dherbeys	 (PS)

| Tête de liste            | Tête de liste            | Liste                    | Premier tour | Premier tour | Second tour | Second tour | Sièges | Sièges |
| Tête de liste            | Tête de liste            | Liste                    | Voix         | %            | Voix        | %           | CM     | CC     |
| ------------------------ | ------------------------ | ------------------------ | ------------ | ------------ | ----------- | ----------- | ------ | ------ |
|                          | Gérald Cantournet        | SE                       | 718          | 31,81        | 1 221       | 52,35       | 22     | 3      |
|                          | Franck Presumey          | DVG                      | 575          | 25,47        | 648         | 27,78       | 4      | 1      |
|                          | Amin Benali              | LFI                      | 202          | 8,94         | 648         | 27,78       | 4      | 1      |
|                          | Geneviève Cros           | ÉCO                      | 154          | 6,82         | 648         | 27,78       | 4      | 1      |
|                          | Cédric Augier            | DVD                      | 512          | 22,68        | 463         | 19,85       | 3      | 0      |
|                          | Fabienne Bonniot         | DVG                      | 96           | 4,25         |             |             | 0      | 0      |
|                          |                          |                          |              |              |             |             |        |        |
| Votes valides            |                          |                          |              |              |             |             |        |        |
| Votes blancs             |                          |                          |              |              |             |             |        |        |
| Votes nuls               |                          |                          |              |              |             |             |        |        |
| Total                    | Total                    | Total                    |              | 100          |             | 100         | 29     | 4      |
| Abstention               | Abstention               | Abstention               | 3 234        | 58,19        |             |             |        |        |
| Inscrits / participation | Inscrits / participation | Inscrits / participation | 5 565        | 41,81        | 5 558       | 42,55       |        |        |

### Varces-Allières-et-Risset
- Maire sortant : Jean-Luc Corbet (DVG)

|                          | Jean-Luc Corbet          | DVG                      | 1 399 | 61,38 | 24 | 2 |  |  |
|                          | Jean-Michel Losa         | DVD                      | 880   | 38,61 | 5  | 0 |  |  |
|                          |                          |                          |       |       |    |   |  |  |
| Votes valides            | Votes valides            | Votes valides            | 2 279 | 97,64 |    |   |  |  |
| Votes blancs             | Votes blancs             | Votes blancs             | 27    | 1,16  |    |   |  |  |
| Votes nuls               | Votes nuls               | Votes nuls               | 28    | 1,20  |    |   |  |  |
| Total                    | Total                    | Total                    | 2 334 | 100   | 29 | 2 |  |  |
| Abstention               | Abstention               | Abstention               | 2 798 | 54,52 |    |   |  |  |
| Inscrits / participation | Inscrits / participation | Inscrits / participation | 5 132 | 45,48 |    |   |  |  |

### Vienne
- Maire sortant : Thierry Kovacs (LR)

|                                   | Thierry Kovacs           | LR                       | 4 138  | 52,50 | 27 | 14 |  |  |  |
| avec vous, pour vous, pour Vienne |                          |                          | 4 138  | 52,50 | 27 | 14 |  |  |  |
|                                   | Erwann Binet             | PS-EÉLV-PCF              | 2 384  | 30,25 | 5  | 2  |  |  |  |
| Vienne citoyenne                  |                          |                          | 2 384  | 30,25 | 5  | 2  |  |  |  |
|                                   | Florence David           | LREM-MoDem               | 929    | 11,79 | 2  | 1  |  |  |  |
| Nous sommes Vienne                |                          |                          | 929    | 11,79 | 2  | 1  |  |  |  |
|                                   | Adrien Rubagotti         | RN                       | 431    | 5,47  | 1  | 0  |  |  |  |
| Rassemblons Vienne                |                          |                          | 431    | 5,47  | 1  | 0  |  |  |  |
|                                   |                          |                          |        |       |    |    |  |  |  |
| Suffrages exprimés                | Suffrages exprimés       | Suffrages exprimés       | 7 882  | 97,48 |    |    |  |  |  |
| Votes blancs                      | Votes blancs             | Votes blancs             | 103    | 0,55  |    |    |  |  |  |
| Votes nuls                        | Votes nuls               | Votes nuls               | 101    | 0,54  |    |    |  |  |  |
| Total                             | Total                    | Total                    | 8 086  | 100   | 35 | 17 |  |  |  |
| Abstention                        | Abstention               | Abstention               | 10 761 | 57,10 |    |    |  |  |  |
| Inscrits / participation          | Inscrits / participation | Inscrits / participation | 18 847 | 42,90 |    |    |  |  |  |

### Vif
- Maire sortant : Guy Genêt (LR)

| Tête de liste            | Tête de liste            | Liste                    | Premier tour | Premier tour | Second tour | Second tour | Sièges | Sièges |
| Tête de liste            | Tête de liste            | Liste                    | Voix         | %            | Voix        | %           | CM     | CC     |
| ------------------------ | ------------------------ | ------------------------ | ------------ | ------------ | ----------- | ----------- | ------ | ------ |
|                          | Guy Genêt                | DVD                      | 782          | 28,82        | 940         | 34,76       | 20     | 2      |
|                          | Karine Maurinaux         | SE                       | 1 103        | 40,65        | 937         | 34,65       | 5      | 0      |
|                          | Marie Anne Parrot        | PS                       | 729          | 26,87        | 827         | 30,58       | 4      | 0      |
|                          | Véronique Duperron       | LO                       | 99           | 3,64         |             |             | 0      | 0      |
|                          |                          |                          |              |              |             |             |        |        |
| Votes valides            | Votes valides            | Votes valides            | 2 713        | 98,15        |             |             |        |        |
| Votes blancs             | Votes blancs             | Votes blancs             | 31           | 1,12         |             |             |        |        |
| Votes nuls               | Votes nuls               | Votes nuls               | 20           | 0,72         |             |             |        |        |
| Total                    | Total                    | Total                    | 2 764        | 100          |             | 100         |        |        |
| Abstention               | Abstention               | Abstention               | 3 814        | 57,98        |             |             |        |        |
| Inscrits / participation | Inscrits / participation | Inscrits / participation | 6 578        | 42,02        | 6 602       | 41,74       |        |        |

### Villefontaine
- Maire sortant : Patrick Nicole-Williams (DVD)

| Tête de liste            | Tête de liste            | Liste                    | Premier tour | Premier tour | Second tour | Second tour | Sièges | Sièges |
| Tête de liste            | Tête de liste            | Liste                    | Voix         | %            | Voix        | %           | CM     | CC     |
| ------------------------ | ------------------------ | ------------------------ | ------------ | ------------ | ----------- | ----------- | ------ | ------ |
|                          | Patrick Nicole-Williams  | DVC                      | 1 211        | 38,51        | 1 258       | 46,14       | 25     | 8      |
|                          | Jean-Noël Salmon         | PS-LFI                   | 903          | 28,72        | 871         | 31,95       | 5      | 2      |
|                          | Ludovic Nassisi          | DVC                      | 552          | 17,55        | 597         | 21,90       | 3      | 1      |
|                          | Agali Mainassara         | DVD                      | 199          | 6,32         |             |             | 0      | 0      |
|                          | Pierre Porte             | EXD                      | 170          | 5,40         | 0           | 0           |        |        |
|                          | Clément Bordes           | LO                       | 109          | 3,46         | 0           | 0           |        |        |
|                          |                          |                          |              |              |             |             |        |        |
| Votes valides            | Votes valides            | Votes valides            | 3 144        | 97,58        |             |             |        |        |
| Votes blancs             | Votes blancs             | Votes blancs             | 25           | 0,78         |             |             |        |        |
| Votes nuls               | Votes nuls               | Votes nuls               | 53           | 1,64         |             |             |        |        |
| Total                    | Total                    | Total                    | 3 222        | 100          |             | 100         |        |        |
| Abstention               | Abstention               | Abstention               | 7 718        | 70,55        |             |             |        |        |
| Inscrits / participation | Inscrits / participation | Inscrits / participation | 10 940       | 29,45        |             |             |        |        |

### Vizille
- Maire sortant : Jean-Claude Bizec (MoDem)

| Tête de liste            | Tête de liste            | Liste                    | Premier tour | Premier tour | Second tour | Second tour | Sièges | Sièges |
| Tête de liste            | Tête de liste            | Liste                    | Voix         | %            | Voix        | %           | CM     | CC     |
| ------------------------ | ------------------------ | ------------------------ | ------------ | ------------ | ----------- | ----------- | ------ | ------ |
|                          | Catherine Troton         | DVG-EÉLV-LFI-Gs-PS       | 759          | 41,98        | 843         | 44,46       | 22     | 2      |
|                          | Jean-Claude Bizec        | DVC                      | 554          | 30,64        | 602         | 31,75       | 4      | 0      |
|                          | Bernard Ughetto-Monfrin  | PCF                      | 495          | 27,37        | 451         | 23,78       | 3      | 0      |
|                          |                          |                          |              |              |             |             |        |        |
| Votes valides            | Votes valides            | Votes valides            | 1 808        | 95,86        |             |             |        |        |
| Votes blancs             | Votes blancs             | Votes blancs             | 38           | 2,01         |             |             |        |        |
| Votes nuls               | Votes nuls               | Votes nuls               | 40           | 2,12         |             |             |        |        |
| Total                    | Total                    | Total                    | 1 886        | 100          |             | 100         |        |        |
| Abstention               | Abstention               | Abstention               | 2 964        | 61,11        |             |             |        |        |
| Inscrits / participation | Inscrits / participation | Inscrits / participation | 4 850        | 38,89        | 4 865       | 40,04       |        |        |

### Voiron
- Maire sortant : Julien Polat (LR)

|                          | Julien Polat,            | LR                       | 3 173  | 56,70 | 28 | 11 |  |  |
|                          | Anne Favier              | DVG                      | 1 234  | 22,05 | 4  | 1  |  |  |
|                          | Johanne Vial             | LREM-MoDem               | 920    | 16,44 | 3  | 1  |  |  |
|                          | Alexandre Collin         | RN                       | 269    | 4,80  | 0  | 0  |  |  |
|                          |                          |                          |        |       |    |    |  |  |
| Votes valides            | Votes valides            | Votes valides            | 5 596  | 97,92 |    |    |  |  |
| Votes blancs             | Votes blancs             | Votes blancs             | 119    | 2,08  |    |    |  |  |
| Votes nuls               | Votes nuls               | Votes nuls               | 0      | 0,00  |    |    |  |  |
| Total                    | Total                    | Total                    | 5 715  | 100   | 35 | 13 |  |  |
| Abstention               | Abstention               | Abstention               | 9 132  | 61,51 |    |    |  |  |
| Inscrits / participation | Inscrits / participation | Inscrits / participation | 14 847 | 38,49 |    |    |  |  |

### Voreppe
- Maire sortant : Luc Rémond (LR)

|                          | Luc Rémond               | LR                       | 1 959 | 62,78  | 24 | 5 |  |  |
|                          | Fabienne Sentis          | SE                       | 1 161 | 37,21  | 5  | 1 |  |  |
|                          |                          |                          |       |        |    |   |  |  |
| Votes valides            | Votes valides            | Votes valides            | 3 120 | 97,20  |    |   |  |  |
| Votes blancs             | Votes blancs             | Votes blancs             | 51    | 1,59   |    |   |  |  |
| Votes nuls               | Votes nuls               | Votes nuls               | 39    | 1,21   |    |   |  |  |
| Total                    | Total                    | Total                    | 3 210 | 100,00 | 29 | 6 |  |  |
| Abstention               | Abstention               | Abstention               | 3 473 | 51,97  |    |   |  |  |
| Inscrits / participation | Inscrits / participation | Inscrits / participation | 6 683 | 48,03  |    |   |  |  |

### Villard-Bonnot
- Maire sortant : Daniel Chavand (DVD) ne se représente pas

| Tête de liste            | Tête de liste            | Liste                    | Premier tour | Premier tour | Second tour | Second tour | Sièges | Sièges |
| Tête de liste            | Tête de liste            | Liste                    | Voix         | %            | Voix        | %           | CM     | CC     |
| ------------------------ | ------------------------ | ------------------------ | ------------ | ------------ | ----------- | ----------- | ------ | ------ |
|                          | Patrick Beau             | DVD                      | 924          | 47,28        | 863         | 53,40       | 23     | 4      |
|                          | Alain Jolly              | DVG                      | 559          | 28,60        | 753         | 46,59       | 6      | 1      |
|                          | Annie David              | PCF                      | 471          | 24,10        | Retrait     | Retrait     | 0      | 0      |
|                          |                          |                          |              |              |             |             |        |        |
| Votes valides            |                          |                          |              |              |             |             |        |        |
| Votes blancs             |                          |                          |              |              |             |             |        |        |
| Votes nuls               |                          |                          |              |              |             |             |        |        |
| Total                    | Total                    | Total                    |              | 100          |             | 100         |        |        |
| Abstention               | Abstention               | Abstention               | 3 382        | 63,12        |             |             |        |        |
| Inscrits / participation | Inscrits / participation | Inscrits / participation | 5 358        | 36,88        | 5 372       | 31,01       |        |        |